# Marçal Moliné
Marçal Moliné (Barcelona, 1936) es un publicitario español. Estudió periodismo y fue uno de los miembros fundadores de la agencia MMLB, junto con Eddy Borsten, Joaquín Lorente y Miguel Montfort. Ha trabajado en las agencias Clarín, Carvis, Támden DDB y Bassat Ogilvy, y ha sido jurado en tres ediciones del Festival de Cannes. En el año 1974 ganó el Clavel Medalla de Plata al mejor director de cortometrajes en el Festival de Cine de Sitges por el cortometraje Ta ta boom boom.
Es miembro de Fundación Mundo Ciudad y en el año 2009 fue nombrado miembro de honor de la Academia de la Publicidad. También ha recibido el Premio Nacional de Comunicación de la Generalidad de Cataluña y pertenece al salón de la fama del Festival Iberoamericano de la Publicidad. Se le considera uno de los publicistas españoles más importantes.

## Libros
- La fuerza de la publicidad: saber hacer buena publicidad, saber administrar su fuerza (1999)
- Malicia para vender con marca: método paso a paso combinando la técnica del márketing con la astucia de los maestros de la estrategia militar (1996)
- La Comunicación activa: publicidad sólida (1988)
- Manual del director creativo: (vender con rabia) (1982)